# Satu Nou, Gorj
Satu Nou este un sat în comuna Căpreni din județul Gorj, Oltenia, România. Se află în partea de sud-est a județului, în Platforma Oltețului din Podișul Getic, aproape de Amaradia. La recensământul din 2002 avea o populație de 329 locuitori.